# جیلت (نیوجرسی)
جیلت (به انگلیسی: Gillette) یک منطقهٔ مسکونی در ایالات متحده آمریکا است که در لونگ هیل، نیوجرسی واقع شده‌است. جیلت ۷۰ متر بالاتر از سطح دریا واقع شده‌است.